# هنري لوغان
هنري لوغان (بالإنجليزية: Henry Logan) هو سياسي أمريكي، ولد في 14 أبريل 1784، وتوفي في 26 ديسمبر 1866. حزبياً، نشط في الحزب الديمقراطي. وقد انتخب عضو مجلس ولاية بنسيلفانيا وانتخب عضو مجلس نواب بنسيلفانيا وانتخب عضو مجلس النواب الأمريكي.